# یوبی‌بایت
یوبی‌بایت یک ضریبی از واحد بایت است که برای مقادیر دیجیتالی اطلاعات استفاده می‌شود. پیشوندهای دودویی یوبی به معنی ۲۸۰  می‌باشد در نتیجه یک یوبی‌بایت، ۱٬۲۰۸٬۹۲۵٬۸۱۹٬۶۱۴٬۶۲۹٬۱۷۴٬۷۰۶٬۱۷۶ بایت خواهد بود. علامت یوبی‌بایت، YiB است.
این واحد در سال ۲۰۰۵ توسط کمیسیون الکتروتکنیکی بین‌المللی (آی‌ئی‌سی) ثبت شد و از طرف تمامی سازمان‌های اصلی مورد قبول واقع گردید. یوبی‌بایت طراحی شده بود تا جایگزین یوتابایت، که در علوم رایانه به معنی ۱۰۲۴ بایت است، شود چرا که با معنی یوتا در دستگاه بین‌المللی یکاها مغایرت دارد.

## معنی
۱ یوبی‌بایت= ۲۸۰ بایت (۱۰۲۴ زبی‌بایت) = ۱٬۲۰۸٬۹۲۵٬۸۱۹٬۶۱۴٬۶۲۹٬۱۷۴٬۷۰۶٬۱۷۶ بایت
پیشوند یوبی یک تک‌واژ چندوجهی می‌باشد که از واژگان یوتا (سپتیلیون) و باینری (دودویی) مشتق شده است. 